# Kaio Pantaleão
Kaio Fernando da Silva Pantaleão (* 18. September 1995 in Araraquara) ist ein brasilianischer Fußballspieler.

## Karriere
Pantaleão spielte 2014 ein Mal für die Associação Ferroviária de Esportes in der zweithöchsten Spielklasse der Staatsmeisterschaft von São Paulo. Zur Saison 2015 wechselte er zu Athletico Paranaense, wo er jedoch nie zum Einsatz kam. Zur Saison 2016 kehrte er wieder zu Ferroviária zurück.
Im Juli 2017 wechselte er leihweise nach Portugal zum Zweitligisten CD Santa Clara. Sein Debüt in der Segunda Liga gab er im August 2017 gegen den SC Covilhã. Bis Saisonende kam er zu 14 Zweitligaeinsätzen für Santa Clara, mit dem Verein stieg er zu Saisonende in die Primeira Liga auf. Nach dem Aufstieg wurde Kaio fest verpflichtet. In der höchsten portugiesischen Spielklasse machte der Defensivspieler in der Saison 2018/19 22 Spiele.
Zur Saison 2019/20 wechselte Pantaleão nach Russland zum FK Krasnodar. In seiner ersten Spielzeit in Russland kam er nach Startschwierigkeiten – bis zur Winterpause absolvierte er nur zwei Spiele – zu elf Einsätzen für Krasnodar in der Premjer-Liga, zudem spielte er sechsmal für die Zweitmannschaft in der zweitklassigen Perwenstwo FNL. Infolge des russischen Überfalles auf die Ukraine 2022 verließ Pantaleão Russland; dafür wurde er von Krasnodar freigestellt. Nachdem der Botafogo FR aus seiner Heimat ihn verpflichten wollte Aufgrund einer Verletzung sah der Klub aber von einer geplanten Leihe ab und Pantaleão kehrte im Juli 2022 zu Krasnodar zurück.